# A&Wレストラン

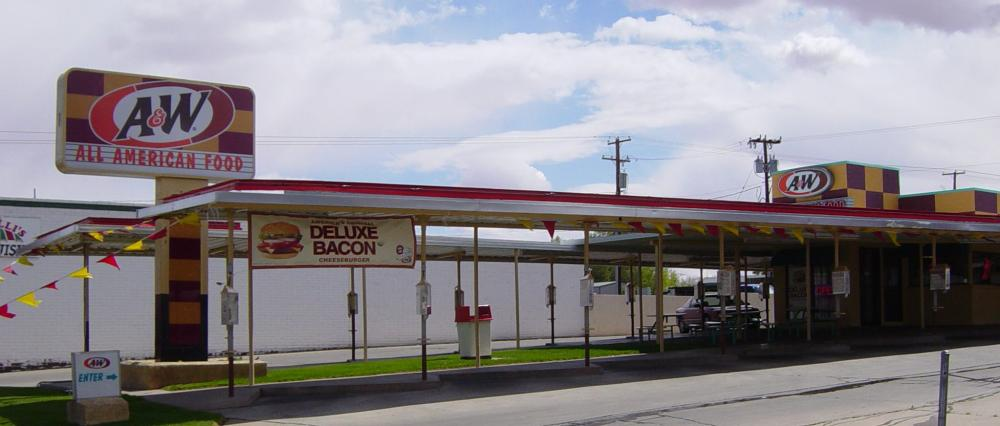
アリゾナ州ページの店舗

A&Wレストラン（エイアンドダブリュレストラン、英: A&W Restaurants, Inc.）は、アメリカ合衆国、インドネシア、日本の沖縄県などに展開するハンバーガー、ルートビアなどを主力商品とするファストフードチェーンの本社企業である。
かつては「A&Wルートビア」ブランドも保有していたが、現在はドクターペッパー・スナップル・グループ（Dr Pepper Snapple Group）の手に渡っている。

## 概要
「A&W」の名は、創業者のロイ・アレン（Roy Allen）と、1919年に彼と提携したフランク・ライト（Frank Wright）の2人のファミリーネームの頭文字に由来する。当初はカリフォルニア州ローダイに本拠を置き、ルートビアスタンドの形態であった。
A&Wは、アメリカ合衆国ではヤム・ブランズが展開している。

### アメリカ国外での展開
アメリカ国外では、オーストラリア、日本、バングラデシュ、マレーシア、パキスタン、イギリス、ドイツ、アラブ首長国連邦、カタール、タイ王国、フィリピン、インドネシアにも進出している。インドネシアでは広く全国展開しており、北米を除くと店舗数が一番多い。
過去にはシンガポール、エジプト、中華人民共和国にも店舗があったが、2000年代に撤退した。
カナダの運営は、1972年にユニリーバ社が取得したが、現在はアメリカのA&Wとは無関係な経営陣に代わった。その経緯のため、A&Wカナダのロゴは、アメリカのものとは異なるものに変更されている。
日本国内におけるA&Wのファストフード店舗は沖縄県内にしか存在せず、エイ・アンド・ダブリュ沖縄が運営している（後述）。過去には、1972年6月に明治製菓がA&Wと提携し、日本国内で営業していたが全店撤退した（1970年代には近畿圏を中心に東京都、福岡県などでもチェーン展開を行っていた）。その後、1990年代から2000年代にかけて日本再進出の計画があり、東京都内でパイロットショップを開店したもののやはり撤退した。なお現在でも、ルートビア、クリームソーダなどのA&Wブランドの飲料は、沖縄県以外でもいくつかの輸入業者を通して、輸入食料品店やわしたショップなどの沖縄の特産品店、一部の雑貨店などで販売されている。

## エイ・アンド・ダブリュ沖縄

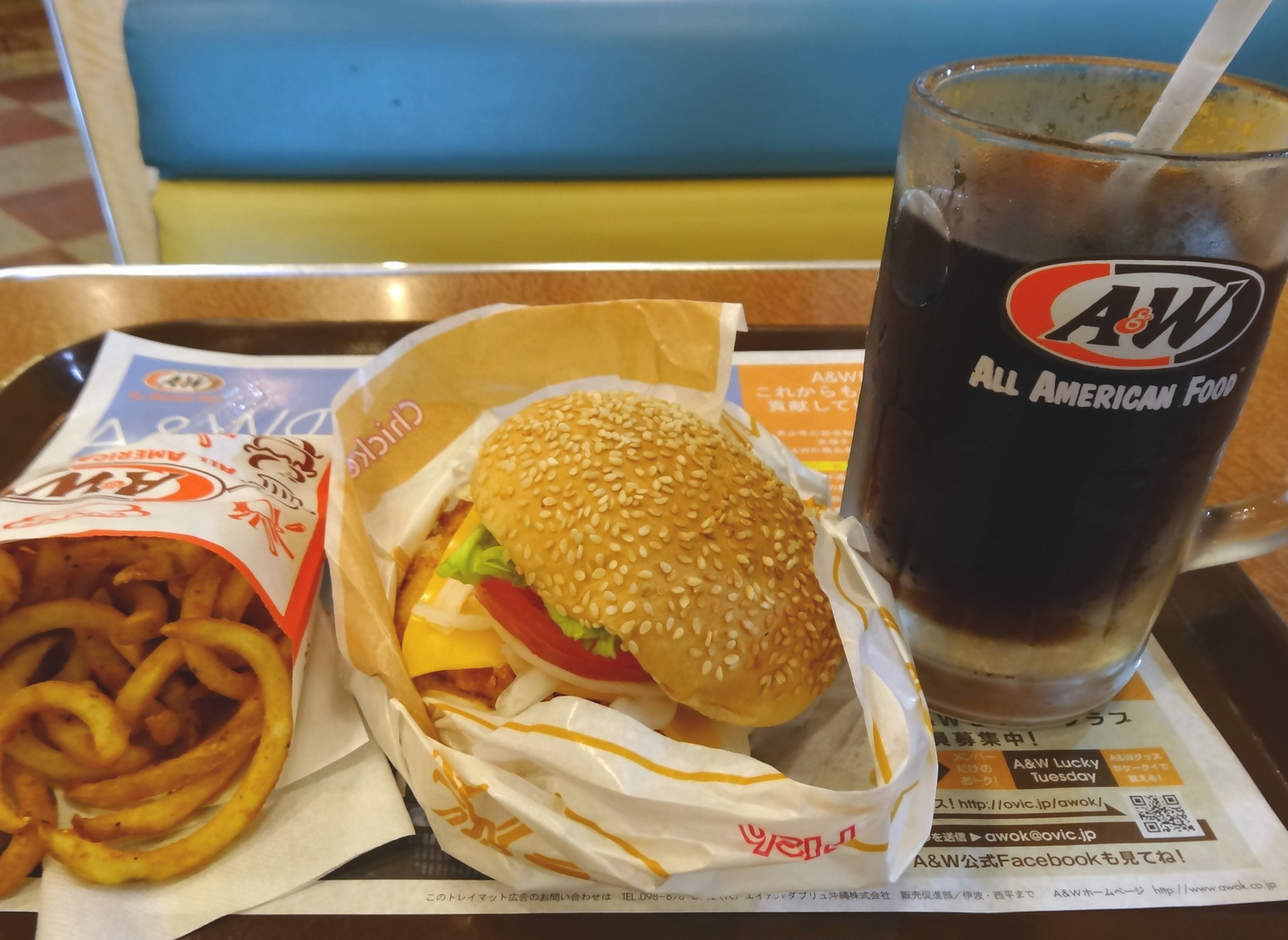
DXチキンサンド（2013年4月・5月限定復刻版）、カーリーフライ、ルートビア

エイ・アンド・ダブリュ沖縄株式会社（エイ・アンド・ダブリュおきなわ）は、沖縄県内におけるA&Wファストフード店を運営する企業である。米国統治下から数えると事実上の日本最古のショッピングセンターとされるプラザハウスショッピングセンターを関連会社にもつ。
2025年5月現在、沖縄県内には24店舗ある。全店舗で楽天Edyが利用可能。
沖縄県内ではしばしば「エンダー」と通称されるが、これはアメリカ人の発音「エィ・ァンド・ダーボゥ」を真似たのが定着したものである。

### 歴史
A&Wは「日本初のファストフードレストラン」とされる。県内1号店である屋宜原店のオープンは1963年であり、マクドナルド（1971年）やケンタッキー・フライドチキン（1970年）などの日本進出よりも先んじたものであった。
ただし、沖縄の本土復帰が1972年であることから、復帰前の1970年2月に本土に1号店を開店したドムドムハンバーガーが「日本初のファストフードチェーン」とされるケースも多い。

### サービス
ルートビアについては、店内で飲む場合には冷えたジョッキで供され（持ち帰りの場合や国際通り牧志店など一部店舗では氷を入れた紙コップ）、S/R/L（他のファストフードチェーンのようにS/M/Lではない。Rはレギュラー（Regular）。）の3つのサイズが違う値段で販売されているにもかかわらず、どのサイズを注文しても何杯でもおかわり自由となっている。
ハンバーガーは本場のアメリカンスタイルを意識したものであり、主力は「The A&Wバーガー」と呼ばれるものでマクドナルドのビッグマックを超えるほどの食べ応えがある。また「コニードッグ」と呼ばれるチリドッグや、独特の風味を持つ「スーパーフライ（通常の冷凍ポテトではなく、いわゆるラスポテト）」、「カーリーフライ（スーパーフライをコイルばね状に巻いたもの）」も代表的なメニューである。「ALL AMERICAN FOOD」を標榜しており、他のファストフードチェーンよりもボリュームのあるメニューが多い。2010年12月からは、ライスを用いたボックス型の「ベントーミール(BENTO-MEAL)」（ロコモコなど）を発売するなど、大手他社との差別化を図る戦略も見られる。
また宮古空港店限定で沖縄そばの「宮古そば」を扱っていたが、レストランエリアに沖縄そば店が開店したことから提供を取りやめている。

### ドライブイン
多くの店舗では、車から降りずに注文し、そのまま商品を受け取って（店員が商品を車まで届けに来る）、駐車したまま食べるなり、店を出てどこかへ行くなりすることができる設備を備えている（ドライブスルーで使われるようなインターホンが個々の駐車スペースに据えつけられている）。
A&Wで「ドライブイン」と呼ばれるこのシステムは、モータリゼーションに伴いアメリカ合衆国で1950年代に普及したものである。英語の「ドライブイン」  (drive‐in)  とは車に乗ったままで種々のサービスを受けられることを指し、日本で言うドライブイン（和製英語）とは意味合いが異なる。

### 店舗一覧
すべて沖縄県内。
北部エリア
- 名桜店（名護市）
- 名護店（名護市）

中部エリア
- 屋宜原店（北中城村） - 1号店。
- 牧港店（浦添市）
- 北谷店（北谷町）
- 泡瀬店（沖縄市）
- イオンモール沖縄ライカム店（北中城村）
- 美浜店（北谷町）
- 美里店（沖縄市）

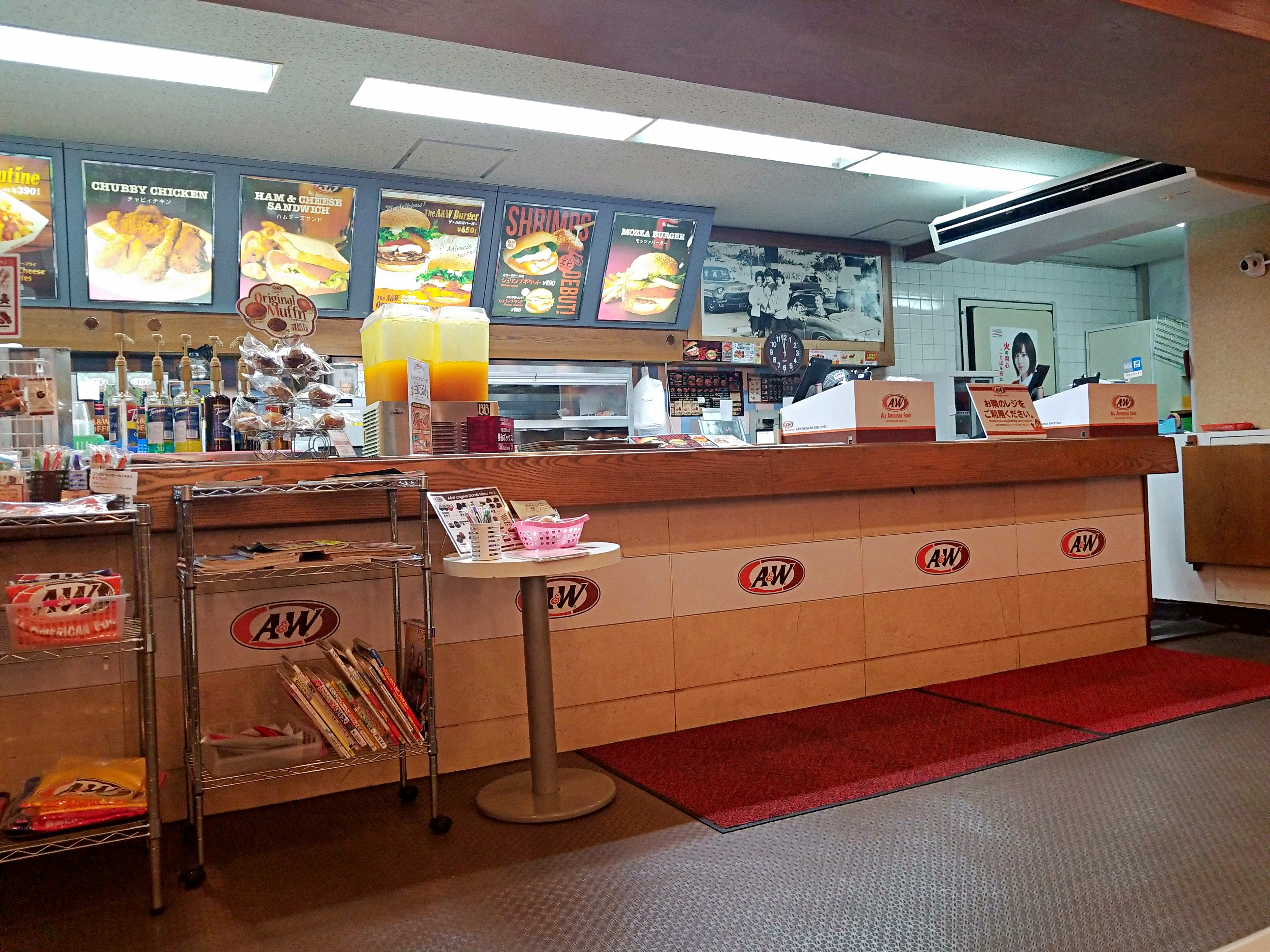
1号店である屋宜原店の店内（2018年1月）

- A&W Plus Cafe プラザハウス店（沖縄市）
- サンエー経塚店（浦添市）
- 中部徳洲会病院店（北中城村）
- うるま安慶名店（うるま市）
- 浦添パルコシティ店（浦添市）

南部エリア
- 那覇空港店（那覇市）
- 那覇金城店（那覇市）
- 糸満店（糸満市）
- 那覇新都心おもろ店（那覇市）
- マリンタウンあがり浜店（与那原町）
- 国際通り松尾店（那覇市）
- イーアス沖縄豊崎店（豊見城市）

離島エリア
- 石垣店（石垣市）
- 宮古下里通り店（宮古島市）
- 宮古空港店（宮古島市）